# Peter Moors Fahrt nach Südwest
Peter Moors Fahrt nach Südwest. Ein Feldzugsbericht ist ein 1906 veröffentlichtes Buch über den Aufstand der Herero und Nama in Deutsch-Südwestafrika des deutschen Pastors und Schriftstellers Gustav Frenssen (1863–1945).  Die Schriften des sich später offen zum Nationalsozialismus bekennenden Schriftstellers gehörten zum Standardwerk des Deutschen Kaiserreichs und der NS-Zeit.

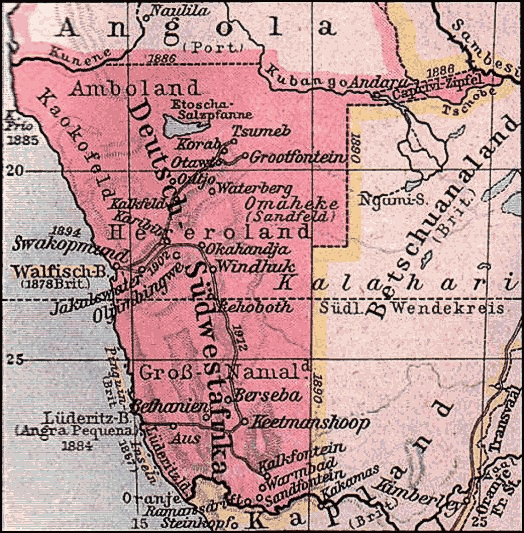
Lage Schutzgebiet Deutsch-Südwestafrika

## Kurzeinführung
Der Roman ist ein als realer Erlebnisbericht („Feldzugsbericht“) eines Soldaten des »Seebataillons« aus Kiel während des Herero-Krieges 1904 im sogenannten »Schutzgebiet« Deutsch-Südwest-Afrika aufgemachtes (fiktives) Werk, das von einem Autor in der Heimat nach der Rückkehr des Kriegsteilnehmers aufgezeichnet wurde.
Die Erzählungen von Gustav Frenssen, einst ein prominenter Autor und Nationalkonservativer, basieren auf realen Erfahrungen verschiedener Kriegsteilnehmer – vom Generalarzt bis zum Fußsoldaten. In der Kaiserzeit war Frenssen sehr bekannt und wurde sogar für den Literaturnobelpreis in Betracht gezogen. Nach 1933 verstrickte er sich jedoch in die NS-Diktatur, unter anderem als Funktionär der Reichsschrifttumskammer. Ungeachtet seiner politischen Fehltritte bleibt sein Werk, das während des Herero-Nama-Aufstands entstand, ein bedeutsames Zeugnis der kolonialen Geschichte des Deutschen Kaiserreichs. Seine anhaltende Popularität und sein Einfluss, der bis zum Ende des Dritten Reiches reichte, unterstreichen die Bedeutung dieses Buches.
Gustav Frenssens Werk, das im 1918 erschienenen britisch-südafrikanischen Blue Book (Blaubuch) über den Genozid in der Namibwüste zitiert wird, beeinflusste maßgeblich die deutsche Debatte über die Kolonialzeit in Südwestafrika (heutiges Namibia). Diese Erwähnung wirkte sich auf andere Autoren aus, die um die Interpretationshoheit der deutschen Kolonialgeschichte rangen. Die Öffentlichkeit wurde durch diese Zitate gezwungen, sich mit den schweren Vorwürfen und dokumentierten Gräueltaten auseinanderzusetzen und musste die Vergangenheit sowie die damals noch angestrebte Zukunft der deutschen Kolonisation in Afrika rechtfertigen.
Rolf Cantzen hebt in einer Sendung des Deutschlandfunks die ideologische Aufbereitung des Krieges in dem viel gelesenen Roman hervor und zitiert zunächst zwei Passagen daraus:

„„In Südwestafrika haben die Schwarzen feige und hinterrücks alle Farmer ermordet, samt Frauen und Kindern.“
Peter Moor meldet sich als Freiwilliger, „um an einem wilden Heidenvolk vergossenes deutsches Blut zu rächen“. Das Heidenvolk wird im Roman zunächst durch Tiervergleiche entmenschlicht, die Invasoren präsentiert der Roman als Opfer: Viele Soldaten wurden angeschossen, verdursteten qualvoll in der Wüste oder gerieten in Hinterhalte. Demgegenüber wird die Ermordung gefangener Schwarzer als willkommene Abwechslung geschildert.
Dass Zehntausende von Schwarzen – keine Soldaten, sondern meist unbewaffnete Männer, Frauen und Kinder, die von den deutschen Truppen ermordet wurden – wird eher beiläufig erwähnt.“

Der südafrikanisch-namibische Schriftsteller Dorian Haarhoff vertritt die Auffassung, dass der Roman als „ambivalent“ gelesen werden sollte und nicht einfach eine Verherrlichung des deutschen Kolonialismus darstelle. Er argumentiert, dass er „... eine Reihe von beunruhigenden Fragen über die Kolonisation selbst“ offenbare (reveals ‘… a set of disturbing questions about colonisation itself’).

## Zitat
"Wir müssen noch lange hart sein und töten; aber wir müssen uns dabei, als einzelne und als Volk, um hohe Gedanken und edle Taten bemühen, damit wir der zukünftigen, brüderlichen Menschheit unser Teil beitragen." (S. 201)